# Tom Tom Club
Tom Tom Club es una banda new wave de origen estadounidense creada por Tina Weymouth y Chris Frantz, bajista y percusionista de Talking Heads respectivamente. Es más conocida por su hit «Genius of Love» (1981), número 1 en el Hot Dance Club Songs.

## Historia
Originalmente creado como proyecto paralelo de Talking Heads, Tom Tom Club incluye un agregado libre de músicos, ingenieros de sonido y artistas del Compass Point All Stars, incluyendo a las de hermanas de Tina y el guitarrista Adrian Belew, quien estuvo de gira con Weymouth y Frantz en la versión ampliada de los Talking Heads en 1980 y 1981. 
Llamada así por el salón de baile de las Bahamas donde ensayaron por primera vez durante el receso de Talking Heads en 1980, Tom Tom Club disfrutó de un éxito temprano en la cultura de dance de la década de los 80's con los éxitos "Genius of Love" y "Wordy Rappinghood ", los cuales fueron sacados de su álbum homónimo, estrenado en 1981 con el sello discográfico Sire para EE. UU., y con Island Records para el resto del mundo.
Dos años después, el grupo lanzó Close To The Bone que, si bien era similar en estilo a su primer álbum, no fue acogido de igual manera por el público, salvo el sencillo "The Man With The Four Way Hips" que fue un éxito menor en radios de las zonas urbanas de EE. UU.
Hubo una brecha de cuatro años hasta el siguiente álbum de la banda, la primera versión de Boom Boom Chi Boom Boom, lanzado definitivamente en 1988. Para esta etapa, el acuerdo con Island había terminado, así que dicho álbum fue publicado fuera de los EE. UU. por PolyGram Records. En este álbum, el grupo adopta un estilo de rock más convencional, con un sonido más duro y un toque de amenaza en las letras de algunas canciones. El line-up de la banda fue consolidado; considerando que los dos álbumes anteriores habían sido grabados por un colectivo informal de una docena de músicos, la banda se redujo ahora al trío de Weymouth, Frantz y Laura Weymouth, hermana de Tina. 
Sin embargo hubo una serie de prominentes músicos invitados en el disco, incluyendo Lou Reed y el líder de Talking Heads, David Byrne, en un cover de la canción "Femme Fatale" de The Velvet Underground. El cuarto miembro de los Talking Heads, Jerry Harrison, también aparece en algunas pistas. Al igual que Close To The Bone, el álbum no fue un éxito comercial, aunque "Suboceana" fue bien recibido en la radio, principalmente en el Reino Unido, y el sencillo "Don't Say No" alcanzó el Top 100 de ese país. Boom Boom Chi Boom Boom fue el primer álbum de Tom Tom Club que se publicó en CD y en su versión japonesa aparece una pista extra, el lado B "Devil, Does Your Dog Bite?" presentada también en la banda sonora de la película Married to the Mob. "Suboceana" fue remezclado para los clubes de baile por el pionero de la música house Jefferson Marshall.

## Discografía

### Álbumes de estudio
| Año  | Detalles del álbum | Mejores posiciones en listas | Mejores posiciones en listas | Mejores posiciones en listas | Mejores posiciones en listas |
| Año  | Detalles del álbum | US                           | US R&B                       | NZ                           | UK                           |
| ---- | --- | ---------------------------- | ---------------------------- | ---------------------------- | ---------------------------- |
| 1981 | Tom Tom Club - Fecha de Lanzamiento: 23 de junio de 1981 - Discográficas: Island Records (UK), Sire Records (US)                     | 23                           | –                            | 18                           | 78                           |
| 1983 | Close to the Bone - Fecha de Lanzamiento: agosto de 1983 - Discográficas: Island (UK), Sire (US)                                     | 73                           | 49                           | 31                           | –                            |
| 1988 | Boom Boom Chi Boom Boom - Fecha de Lanzamiento: 1988, 1989 (Versión Estadounidense) - Discográficas: Fontana Records (UK), Sire (US) | 114                          | –                            | –                            | –                            |
| 1992 | Dark Sneak Love Action - Fcha de Lanzamiento: 26 de mayo de 1992 - Discográficas: WEA (UK), Sire (US)                                | –                            | –                            | –                            | –                            |
| 2000 | The Good, The Bad, and the Funky - Fecha de Lanzamiento: 12 de septiembre de 2000 - Discográfica: Rykodisc                           | –                            | –                            | –                            | –                            |
| 2012 | Downtown Rockers - Fecha de Lanzamiento: 4 de septiembre del 2012 - Discográfica: Nacional                                           | —                            | —                            | —                            | —                            |

### Sencillos
| Año                                    | Título                           | Mejores posiciones en listas | Mejores posiciones en listas | Mejores posiciones en listas | Mejores posiciones en listas | Mejores posiciones en listas | Mejores posiciones en listas | Mejores posiciones en listas | Álbum                   |
| Año                                    | Título                           | U.S. Hot 100                 | U.S. Dance                   | U.S. MR                      | U.S. MSR                     | U.S. R&B                     | NZ                           | UK                           | Álbum                   |
| -------------------------------------- | -------------------------------- | ---------------------------- | ---------------------------- | ---------------------------- | ---------------------------- | ---------------------------- | ---------------------------- | ---------------------------- | ----------------------- |
| 1981                                   | "Wordy Rappinghood"              | -                            | 1                            | NA                           | –                            | –                            | 35                           | 7                            | Tom Tom Club            |
| 1981                                   | "Genius of Love"                 | 31                           | 1                            | NA                           | 24                           | 2                            | 28                           | 65                           | Tom Tom Club            |
| 1982                                   | "Under the Boardwalk"            | –                            | 31                           | NA                           | –                            | –                            | 3                            | 22                           | Tom Tom Club            |
| 1983                                   | "The Man With The Four Way Hips" | –                            | 4                            | NA                           | –                            | –                            | –                            | 82                           | Close To The Bone       |
| 1983                                   | "Pleasure of Love"               | –                            | 23                           | NA                           | –                            | –                            | –                            | –                            | Close To The Bone       |
| 1988                                   | "Don't Say No"                   | –                            | –                            | NA                           | –                            | –                            | –                            | 79                           | Boom Boom Chi Boom Boom |
| 1989                                   | "Suboceana"                      | –                            | 4                            | 10                           | –                            | –                            | –                            | –                            | Boom Boom Chi Boom Boom |
| 1992                                   | "Sunshine and Ecstasy"           | –                            | 9                            | 15                           | –                            | –                            | –                            | –                            | Dark Sneak Love Action  |
| "—" denota que no entró en los charts. |                                  |                              |                              |                              |                              |                              |                              |                              |                         |